# Анна Сърчаджиева
Анна Фаденхехт, по мъж Анна Сърчаджиева, е българска общественичка, участничка в акцията по спасяването на българските евреи.

## Биография
Родена е през 1914 г. в семейството на юриста и политик от еврейски произход Йосиф Фаденхехт.
В периода 1941 – 1944 г., заедно със съпруга си Стефан Сърчаджиев, живее в Скопие, който по това време е режисьор в Скопския народен театър. На 10 март Анна Дамянова Попстефанова приютява еврейското семейство Карио в своя апартамент, където ги укрива за няколко дни. След това Анна Попстефанова търси нова квартира за еврейското семейство. Тогава Анна Сърчаджиева се съгласява да приюти евреите за няколко дни в жилището си в центъра на града, въпреки че германски войници са нахлували вече в къщата. Къщата е триетажна, близо до театъра в Скопие – живеят в апартамент на последния етаж, с вход към двора. Четири дни след тази случка, Анна Попстефанова и съпругът ѝ донасят карта, на която е отбелязано разположението на българските и германските войници по албанската граница. Късно същата вечер, семейство Карио са транспортирани до Албания с конски впряг, а от там – в Америка. Семейство Попстефанови ги следват през целия път, за да се уверят, че ще пристигнат успешно.
Анна Сърчаджиева е майка на актьорите Йосиф и Богдан Сърчаджиеви и художника Николай Сърчаджиев. На 7 юни 1983 г. израелската комисия към Държавния институт „Яд Вашем“ я провъзгласява за „Праведник на света“.
Анна Фаденхехт – Сърчаджиева умира на 92 или 93 години през 2007 г.